# Cesare (acconciatura)
Il taglio Cesare o taglio alla Cesare è una acconciatura maschile, caratterizzata da una corta frangetta orizzontale.
Si tratta di un taglio corto, in cui i capelli vengono accorciati ad una lunghezza di 2-5 centimetri. Prende il proprio nome dal generale e dittatore romano Gaio Giulio Cesare, le cui rappresentazioni grafiche lo ritraggono frequentemente con questo tipo di acconciatura.
Tale taglio di capelli è stato reso celebre a partire da metà anni novanta da George Clooney nella serie televisiva E.R. - Medici in prima linea, ed in alcune varianti è  comparso anche in Battlestar Galactica.

## Varianti
1. Taglio Caesar + Taper Fade: mentre il classico taglio Caesar presenta la stessa lunghezza su tutta la testa, le versioni più moderne spesso includono un taper fade. Questo look, caratterizzato dai lati che si accorciano gradualmente dalla parte superiore della testa verso il basso, aggiunge un tocco fresco e contemporaneo al taglio tradizionale.
2. Taglio Caesar + Capelli Ricci: i tagli Caesar possono apparire particolarmente belli con un po' di texture. Per questo motivo, il taglio è ideale per gli uomini con capelli ricci. Oltre a essere elegante, la lunghezza corta del taglio aiuta anche a tenere sotto controllo eventuali ricci o onde ribelli.
3. Taglio Caesar + Frangia: anche se il taglio Caesar tradizionalmente presenta una frangia corta, optare per una frangia lunga e piena può essere una grande alternativa. Questo look si adatta particolarmente bene agli uomini con capelli folti e può essere abbinato a un undercut per una rivisitazione moderna del taglio a scodella.
4. Taglio Caesar + Undercut: combinare l'estetica classica del taglio Caesar con l'appeal di tendenza di un undercut è un modo sicuro per creare un look fantastico. Insieme, questa combinazione appare sofisticata e definita, pur rimanendo moderna e fresca.
5. Taglio Caesar + Frangia Irregolare: non temere di dare un tocco audace al taglio Caesar per creare un look più moderno. Un modo per farlo è optare per una frangia irregolare e sfilacciata al posto dello stile tradizionale e netto. Il risultato sarà una rivisitazione fresca e contemporanea del taglio classico.
6. Taglio Caesar + Capelli Disordinati: se il taglio Caesar classico ti sembra troppo preciso per il tuo stile personale, considera una versione più disordinata. Aggiungendo qualche onda sulla parte superiore, potrai far apparire il tuo taglio Caesar più casual e contemporaneo. Inoltre, puoi far tagliare la frangia in modo un po' irregolare per rendere il look ancora più rilassato.